# Warszawskie gołębie
Warszawskie gołębie – polski telewizyjny film obyczajowy z 1988 roku w reżyserii Henryka Bielskiego, na podstawie opowiadania Jerzego Grzymkowskiego.
Film został poświęcony reżyserowi Janowi Rybkowskiemu (informują o tym napisy na początku filmu).

## Fabuła
Wacław Kaczmarski – robotnik warszawskich tramwajów i rodowity warszawiak z Targówka – otrzymuje mieszkanie w wieżowcu, na nowym warszawskim osiedlu na Ursynowie. Jego hobby to gołębie, które zabiera do nowego mieszkania i umieszcza na balkonie bloku. Ptaki wzbudzają jednak niechęć jednej z sąsiadek Wacława – Krawczakowej. Kobieta ta uważa, że gołębie brudzą i śmierdzą. Dla Wacława są one jednak niemal wszystkim, ucieczką od dnia codziennego. Poświęca im niemal każdą wolną chwilę. Spór pomiędzy nimi trafia wreszcie do kolegium do spraw wykroczeń, które przyznaje rację Kaczmarskiemu – nie ma przepisu, który by zabraniał trzymania gołębi na balkonie, a jednocześnie brak jest dowodów, aby gołębie zakłócały porządek publiczny.
Cała sprawa ma jednak swój głębszy podtekst – konflikt pomiędzy starymi warszawiakami (Kaczmarski), żyjącymi od pokoleń w ten sam sposób i napływowymi mieszkańcami wielkich blokowisk stolicy (Krawczakowa), nie rozumiejącymi przyzwyczajeń tych pierwszych.
Ciekawostką filmu jest tło fabuły. Można zobaczyć, że w telewizorze u Kaczmarskich leci serial Ballada o Januszku. Żonę Kaczmarskiego gra Krystyna Królówna, która podkładała głos Gieni Smoliwąs w tym serialu.

## Obsada
- Józef Nalberczak – Wacław Kaczmarski
- Wanda Łuczycka – matka Wacława
- Krystyna Królówna – żona Wacława
- Witold Krasucki – syn Kaczmarskich
- Marzena Manteska – córka Kaczmarskich
- Ewa Szykulska – Krawczakowa, sąsiadka Kaczmarskich
- Janusz Bukowski – dzielnicowy
- Wiesław Drzewicz – sąsiad Kaczmarskich
- Maciej Góraj – dozorca w bloku Kaczmarskich
- Andrzej Krasicki – sąsiad Kaczmarskiego z Targówka
- Maria Klejdysz – sekretarka kolegium
- Bohdana Majda – ławnik
- Janusz Kłosiński – ławnik